# 泉公衡
泉 公衡（いずみ きみひら、生没年不詳）は、平安時代末期の武士。泉快衡の子。名を公平ともいう。

## 略歴
泉氏は信濃国小県郡小泉荘（一条大納言領）を由来とし、伊奈氏の一族とされる。『尊卑分脈』では清和源氏満快流で源為公の末裔にあたり、片桐氏と祖を同一とする。
源平合戦（治承・寿永の乱）では、頼季流の井上氏らと共に源氏方として戦い、鎌倉幕府御家人となる。しかし、幕府が執権北条氏によって牛耳られると、公衡以下の源氏武士たちは反感を抱いた。これを受けて、建暦3年（1213年）公衡の子・親衡は幕府に反旗を翻すが露見し逐電する（泉親衡の乱）。一方、同年の和田合戦では同じく子の公信が幕府方として討ち死にしている。

## 系譜
- 父：泉快衡
- 母：小山経隆（横山党）の娘
- 室：不詳
  - 男子：泉親衡
  - 男子：泉俊衡
  - 男子：泉頼衡
  - 男子：泉公信